# Batalla de Symi
La batalla de Symi fue un conflicto naval ocurrido en 411 a. C. entre Esparta y Atenas, durante la guerra del Peloponeso. La misma sucedió cerca de la isla de Symi, en el sudeste del mar Egeo. 
En 411 a. C., los espartanos establecieron una alianza con Persia. La alianza fue realizada por Terámenes, quien entregó la flota espartana a Astíoco una vez que las negociaciones habían terminado y partió en un pequeño bote (el bote se perdió en el mar y Terámenes murió). Astíoco recibió órdenes de navegar hasta Cnido para reunirse con los 27 navíos de Cauno, equipados para ellos por los persas. Mientras tanto, la flota ateniense se hallaba estacionada en Samos bajo el mando de Carmino. Carmino sabía que los espartanos se aproximaban, puesto que había sido informado al respecto por los habitantes de Milo, y se preparó para enfrentarse a Astíoco en Symi.
Las flotas se encontraron durante una tormenta, con poca visibilidad, y luego de que varios de los trirremes espartanos se separasen del grupo principal. Carmino luchó con unas 20 naves contra el flanco izquierdo espartano, que era la única porción de la flota que podía ver, y hundió tres barcos. Sin embargo, el resto de la flota espartana llegó al lugar y rodeó a los atenienses. Carmino se retiró a Halicarnaso tras la pérdida de seis navíos. El resto de la flota ateniense zarpó de Samos rumbo a Cnido, pero ninguno de los bandos estaba dispuesto a luchar nuevamente.